# James W. York
James Wesley York, Jr. (* 3. Juli 1939 in Raleigh in North Carolina) ist ein US-amerikanischer theoretischer Physiker, der sich mit Gravitationstheorie beschäftigt.
York studierte an der North Carolina State University, wo er 1962 seinen Bachelorabschluss machte und 1966 promovierte. Nach Lehrtätigkeit ab 1968 an der Princeton University ging er 1973 zurück an die North Carolina State University als Professor für Physik. 1989 wurde er Agnew Hunter Bahnson Jr. Distinguished Professor of Physics und 2001 Inter-Institutional Distinguished Professor of Physics. Nach seiner Emeritierung im Jahr 2002 ging er an die Cornell University als Honorarprofessor für Astronomie und Physik.
Er untersuchte u. a. das Anfangswertproblem in der Allgemeinen Relativitätstheorie, wofür er 2003 mit Yvonne Choquet-Bruhat den Dannie-Heineman-Preis für mathematische Physik erhielt. Er betonte als erster die Bedeutung konformer Geometrie im Anfangswertproblem der Allgemeinen Relativitätstheorie und führte Konzepte wie die „York-Krümmung“ und „York-Zeit“ ein. Er arbeitet zurzeit an einer Erweiterung auf Anfangswert-Randwertprobleme für die Gravitations-Feldgleichungen mit dem Ziel numerischer Implementierungen.
2003 erhielt er den Marcel Grossmann Award.

## Belege
1. ↑  Profil bei APS (engl.)
2. ↑  Berufung auf Astronomie Professur in Jahresbericht des Cornell Astronomie-Instituts (engl.) (PDF-Datei; 90 kB)
3. ↑   York „Gravitational degrees of freedom and the initial value problem“, Physical Review Letters Bd. 26, 1971, S. 1656, „The role of conformal 3-geometry in the dynamics of gravitation“, Physical Review Letters Bd. 28, 1973, S. 1082, „Initial Value Problem in General Relativity I“, Physical Review Series D, Bd. 10, !974, S. 428–436

| Personendaten    | Personendaten              |
| ---------------- | -------------------------- |
| NAME             | York, James W.             |
| ALTERNATIVNAMEN  | York Jr., James Wesley     |
| KURZBESCHREIBUNG | US-amerikanischer Physiker |
| GEBURTSDATUM     | 3. Juli 1939               |
| GEBURTSORT       | Raleigh (North Carolina)   |